# Сальникова Юлія Сергіївна
Юлія Сергіївна Сальникова (нар. 13 серпня 1964) — радянська і грецька тенісистка, тренерка. Майстер спорту СРСР міжнародного класу (1981).

## Біографія
Донька футболіста Сергія Сальникова. У теніс грала з десяти років, перші тренери — С. Гусєв і Н. Лео. Виступала за ДСО «Динамо». Шестикратна чемпіонка СРСР серед дівчат в одиночному (1982), парному (1978, 1982) і змішаному (1978, 1980, 1982) розрядах; абсолютна чемпіонка (1982). Переможниця Спартакіади народів СРСР 1983 командному заліку в складі збірної Москви і фіналістка Спартакіади народів СРСР 1986 року в парі. Чемпіонка СРСР в міксті (1983—1984); фіналістка чемпіонатів в одиночному (1985), парному (1983-84) і змішаному (1982) розрядах. Триразова володарка Кубка СРСР у складі команди ДСТ «Динамо» (1981, 1985) і збірної Москви (1982).
Переможниця Всесоюзних зимових змагань в парі (1982) і міксті (1982, 1985). Чемпіонка ВЦРПС в парі (1987). Абсолютна чемпіонка Москви (1984—1985, зима); переможниця зимових чемпіонатів Москви в одиночному (1981), парному (1987) і змішаному (1986) розрядах. Абсолютна чемпіонка ДСО «Динамо» (1980, 1982). Переможниця відкритої першості МГС ДСО «Спартак» 1980 одиночному розряді.
Входила в десятку найсильніших тенісисток СРСР (1980—1986); найкраще місце — третє (1985). Фіналістка чемпіонату Європи 1982 одиночному розряді. Чемпіонка Європи (1979, 1981) в парі серед дівчат; п'ятиразова фіналістка чемпіонатів Європи серед дівчат в одиночному (1978, 1980—1981) і парному (1978, 1980) розрядах. Переможниця міжнародних турнірів серед дівчат в Болгарії, США, Японії (1982). Фіналістка розіграшів кубків «Софії» (1980) і «Суабо» (1981) у складі збірної СРСР серед дівчат. Переможниця Сочинського міжнародного турніру (1980) в парі і міксті, міжнародного турніру в Ніцці (1981) і Зимового міжнародного турніру (1981) в одиночному розряді. Переможниця Літнього міжнародного турніру в парі (1985). У складі збірної СРСР (1980—1983) провела 9 матчів в Кубку Федерації (6: 3).
Випускниця МДУ. Деякий час була підопічною Бориса Луніна і Світлани Севастьянової.
З 1988 року проживала в Західному Берліні, виступала за ряд клубів. Неодноразова чемпіонка Берліна, призерка ряду міжнародних змагань (1988—1991). Переможниця і фіналістка ряду турнірів-сателітів в одиночному і парному розрядах в Німеччині (1990).
Одружилася зі своїм тренером Апостолосом Ціціпасом і після одруження (1991) проживає в Греції, прийняла грецьке громадянство . Учасниця клубних чемпіонатів Франції в складі команди «Plaisir» і міжнародних турнірів під егідою Федерації тенісу Франції (1992—1997). Разом з чоловіком працює тренеркою з тенісу. Всі їх четверо дітей грають в теніс.
Старший син Стефанос Ціціпас вже до 20 років став найуспішнішим тенісистом в історії Греції, увійшовши в топ-10 світового рейтингу.